# 1928 Summa
1928 Summa (1938 SO) là một tiểu hành tinh vành đai chính được phát hiện ngày 21 tháng 9 năm 1938 bởi Y. Vaisala ở Turku.